# Avenue Jules de Trooz
L'avenue Jules de Trooz (en néerlandais : Jules de Troozlaan) est une rue bruxelloise de la commune de Woluwe-Saint-Pierre qui va de l'avenue de Tervueren à la rue François Gay en passant par la rue Jean Wellens et l'avenue Charles Thielemans.
Bruxelles-ville possède un square Jules de Trooz.

## Transport en commun
- Arrêt Chien Vert du bus 36 (STIB)
- Arrêt Chien Vert du tram 39 (STIB)
- Arrêt Chien Vert du tram 44 (STIB)

## Historique et description
La rue porte le nom d'un ancien premier ministre, Jules de Trooz, né en 1857 et mort le 31 décembre 1907.

## Inventaire régional des biens remarquables
- Avenue Jules de Trooz – Inventaire du patrimoine architectural de la Région de Bruxelles-Capitale